# Siedliska (powiat tomaszowski)
Siedliska (ukr. Селиська) – wieś w Polsce, położona w województwie lubelskim, w powiecie tomaszowskim, w gminie Lubycza Królewska. Leży na Roztoczu Wschodnim w dolinie Prutnika, prawego dopływu Sołokiji. Przez wieś przebiega droga wojewódzka .
Do 1939 roku istniała gmina Siedliska. W latach 1975–1998 wieś należała administracyjnie do województwa zamojskiego.
Siedliska są najdalej na południe wysuniętą wsią województwa lubelskiego (50°15′55″N).
Wieś jest sołectwem w gminie Lubycza Królewska. Według Narodowego Spisu Powszechnego z roku 2011 wieś liczyła 266 mieszkańców.
Wieś jest siedzibą rzymskokatolickiej parafii Narodzenia Najświętszej Maryi Panny.

## Części wsi
| SIMC    | Nazwa   | Rodzaj     |
| ------- | ------- | ---------- |
| 0893038 | Jelinka | przysiółek |

## Historia

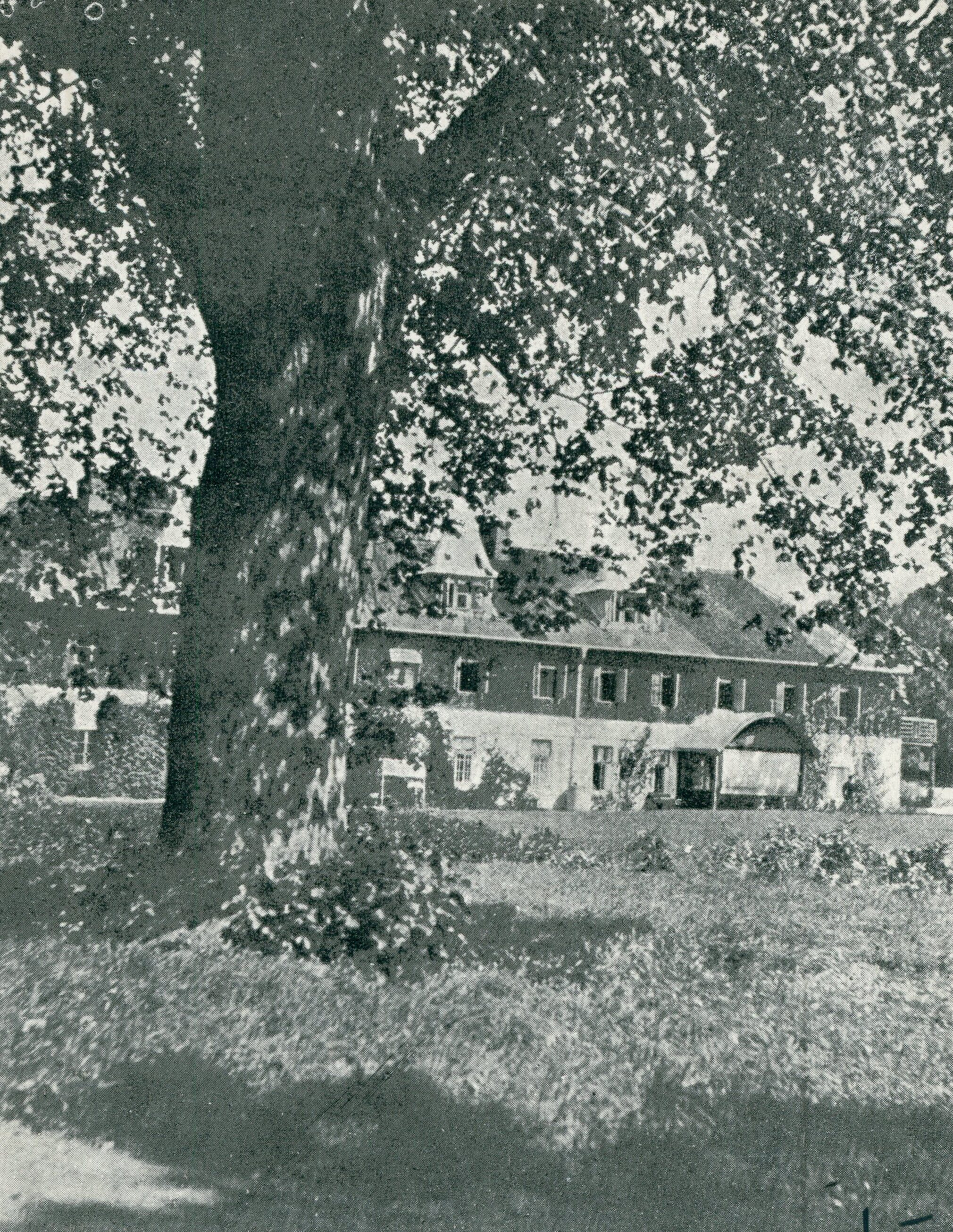
Widok z Siedlisk, 1932

Według legendy wieś powstała w XV w. jako zaplecze grodu, rozłożonego na wzgórzu Siedliska i początkowo nazywała się Stare Hrebenne. Gród został zniszczony przez Tatarów na przełomie XV i XVI w. Do niedawna podawano ze "od połowy XV w. przez kilkaset lat dzierżawcami tutejszych ziem królewskich, zwanych dobrami rawskimi (od miasta Rawa Ruska) byli Dzieduszyccy, którzy od XVI w. mieli w Siedliskach dwór". Nie jest to prawdą, najnormalniej pomylono Siedliska z Siedliskami za Lwowem, koło Dzieduszyc Wielkich. Wśród miejscowej ludności przekazywana jest legenda, jakoby hetman Sobieski, po skończonej bitwie z Tatarami w 1672 r. odpoczywał w cieniu siedliskich dębów.
W XIX w. dobra rawskie były w posiadaniu Tyszkiewiczów, potem Jabłonowskich, od których odkupił je znany polityk galicyjski, prezes Galicyjskiego Towarzystwa Gospodarczego, książę Adam Sapieha. W skład majątku, oprócz Siedlisk, wchodziły również folwarki w Hrebennem, Racie i Mostach oraz obiekty w Rawie. Po śmierci Adama Sapiehy dobra rawskie odziedziczył jego syn Paweł. Był on przyjacielem św. Brata Alberta, który bywał tu częstym gościem. Ostatnim właścicielem Siedlisk przed wojną był syn Pawła, także Paweł Sapieha, poźniejszy podpułkownik Armii Stanów Zjednoczonych.
W XIX w. Siedliska były znanym ośrodkiem garncarskim. Wydobywano tu glinkę do produkcji fajansu i wyrobów kamionkowych, wykorzystywaną w tutejszej fabryce naczyń oraz w manufakturze ordynacji zamojskiej w Tomaszowie. Na początku XX w. na rzece Prutnik zbudowano elektrownię wodną, która zasilała dwór i folwark.
Według spisu z 1921 r. Siedliska liczyły 468 mieszkańców, w tym 242 Ukraińców.
W czasach II Rzeczypospolitej wieś należała do powiatu rawskiego województwa lwowskiego. W wyniku traktatu sowiecko-niemieckiego z 28 września 1939 r. została wcielona do ZSRR. 10 lutego i 10 kwietnia 1940 r. władze sowieckie deportowały część polskiej ludności Siedlisk (głównie rodziny policjantów, pracowników leśnych i zamożnych chłopów) na Syberię i do Kazachstanu.
26 marca 1945 roku w zasadzce zorganizowanej przez sotnię UPA, dowodzoną przez Iwana Szpontaka ps. „Żeleźniak”, poległo 5 milicjantów z posterunku w Lubyczy Królewskiej.
Ludność ukraińska została wysiedlona podczas akcji „Wisła” w 1947 roku.
22 lipca 2023 r. odsłonięto w Siedliskach tablicę upamiętniającą polskich mieszkańców, deportowanych w 1940 roku.

## Zabytki

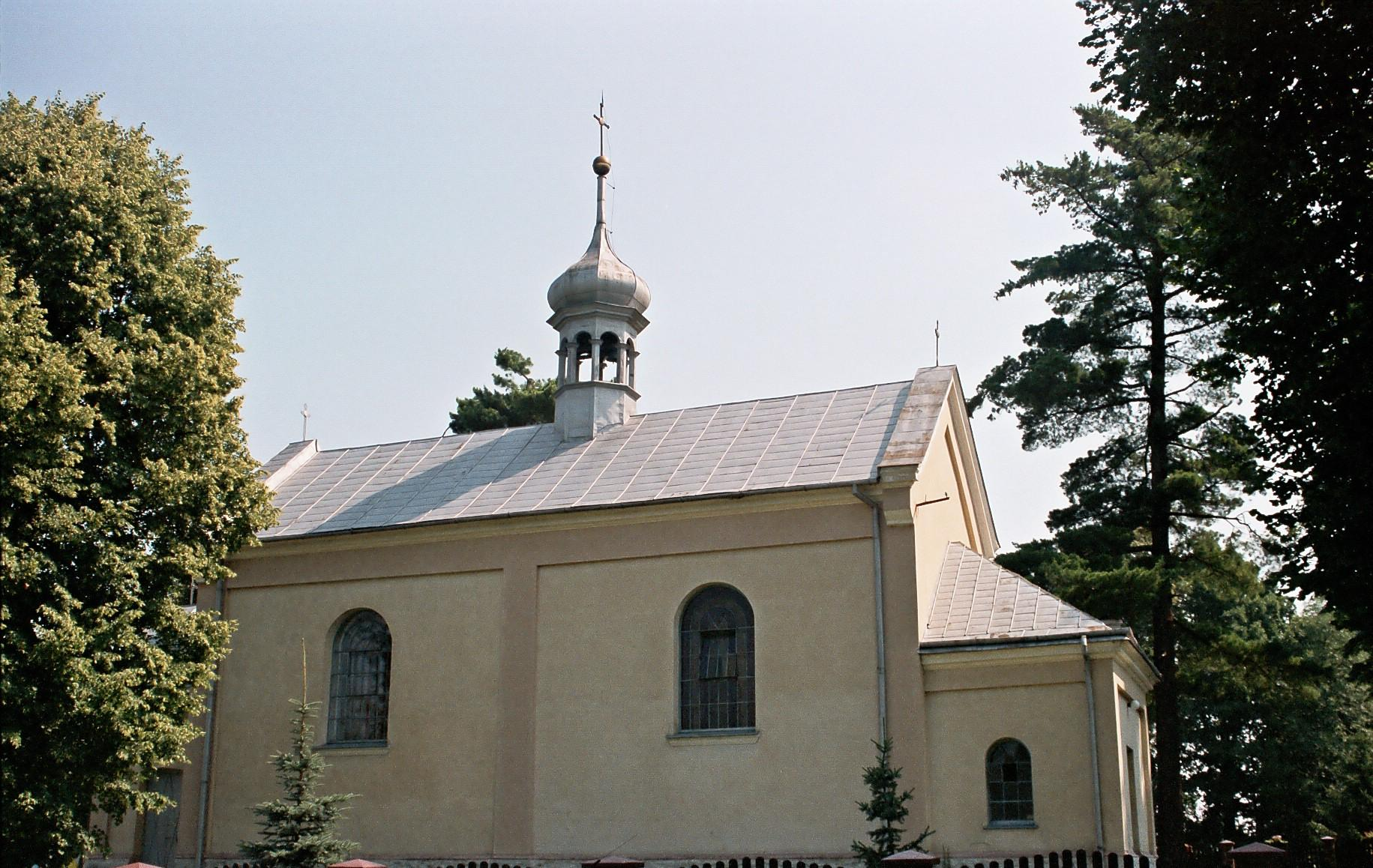
Kościół w Siedliskach

- Murowana cerkiew greckokatolicka pw. św. Mikołaja, ufundowana przez Pawła Sapiehę w 1901 r. na miejscu poprzednich, drewnianych. Zbudowana jest na planie krzyża greckiego z centralną kopułą na bębnie nad skrzyżowaniem naw. Wewnątrz wiele elementów wyposażenia z poprzedniej cerkwi, m.in. ikonostas z przełomu XVII i XVIII w. Obok cerkwi przysadzista, drewniana dzwonnica z 1834 r.

- Murowany kościół pw. Matki Bożej Nieustającej Pomocy z 1903 r. ufundowany przez Pawła Sapiehę.

Osobliwością Siedlisk jest największe w Polsce skupisko skamieniałych pni drzew trzeciorzędowych (rezerwat przyrody Jalinka).